# チェロソナタ第4番 (ベートーヴェン)
チェロソナタ第4番（チェロソナタだいよんばん）ハ長調 作品102-1は、ルートヴィヒ・ヴァン・ベートーヴェンが作曲したチェロソナタ。作品102-2は第5番である。

## 概要
第4番と第5番の2つのチェロソナタは、共に1815年の春から夏にかけて、1か月の間隔をおいて立て続けに作曲された。第3番が作曲されて7年を経ていた。2つの作品は、チェリストのヨーゼフ・リンケのために書かれたもので、リンケのチェロとマリ・フォン・エルーディ伯爵夫人の演奏するピアノを想定して作られた。初演も2人によって行なわれたといわれているが、初演に関する記録は残されていない。のちに2つの作品は、2回目の出版の際に伯爵夫人に献呈された。
第4番の自筆譜には「ピアノとチェロのための自由なソナタ」と記されており、一部では「幻想ソナタ」と呼ばれている。また、5曲のチェロソナタにおいてベートーヴェンの中期を代表する第3番の華麗さとは反対に、内省的な深みが加わり、瞑想性と幻想性などが、第3番とは異なった美の世界を作り上げている。小規模ながらも、内在する世界は広大である。

## 構成
演奏時間は約14分で、5曲のチェロソナタの中では最も短い。
第1楽章 Andante - Allegro vivace
アンダンテ（ハ長調、8分の6拍子）の序奏とアレグロ・ヴィヴァーチェ（イ短調、2分の2拍子）の主部で構成されている。主部はソナタ形式である。
第2楽章 Adagio - Tempo d'Andante - Allegro vivace
アダージョ（ハ長調、4分の4拍子）とテンポ・ダンダンテ（ハ長調、8分の6拍子）とアレグロ・ヴィヴァーチェ（ハ長調、4分の2拍子）て構成されており、アレグロ・ヴィヴァーチェはロンドに近いソナタ形式である。
第1楽章と第2楽章の間には、フェルマータの付いた1小節の休止があり、他は全て連続して演奏されることから、2楽章形式とみなされるが、5つの部分に分かれる「単一楽章」とする見方もある。